# 박정욱 (음악가)
박정욱(1978년 11월 21일~)은 대한민국의 작사가이자 작곡가 겸 음악가로, 1997년 언더그라운드 세션에서부터 기타리스트와 피아니스트로 처음 데뷔하였다.

## 첫 유명세
2002년 강성훈의 《IF》라는 노래를 작사 및 작곡하면서부터 일약 유명해졌다.

## 학력
- 서울예술대학 실용음악학과 전문학사[1]

## 주요 작품

### 주요 작곡
- 2002년 : 강성훈 노래 - 《IF》
- 2002년 : 박광현 노래 - 《Winter Story》
- 2003년 : 차태현 노래 - 《사랑느낌》
- 2003년 : 채소연 노래 - 《다시 만날 것처럼》
- 2003년 : 채소연 노래 - 《I Feel You My Love》